# Cykloida

Zakreślanie cykloidy

Cykloida – krzywa, jaką zakreśla punkt leżący na obwodzie koła, które toczy się bez poślizgu po prostej. Cykloidę można narysować za pomocą cykloidografu.

## Równania

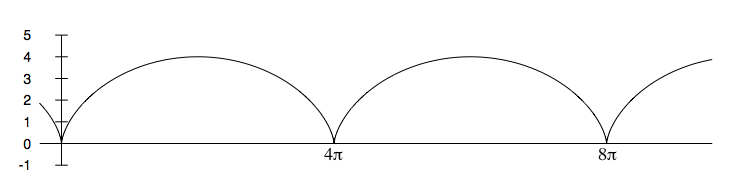
Cykloida

Cykloida opisana jest równaniami parametrycznymi postaci:
{\displaystyle x=r{\begin{pmatrix}t-\sin t\end{pmatrix}}}
{\displaystyle y=r{\begin{pmatrix}1-\cos t\end{pmatrix}},}
gdzie:
{\displaystyle t\in \mathbb {R} ,\ r>0.}
Rozwiązując równania ogólne dla {\displaystyle t,} otrzymuje się:
{\displaystyle x=2\pi rk\pm \left(r\,\arccos \left(1-{\frac {y}{r}}\right)-{\sqrt {y(2r-y)}}\right),}
gdzie:
{\displaystyle k\in \mathbb {Z} ,\ r>0,\ 0\leqslant y\leqslant 2r.}

## Własności
Cykloida jest też związana z zagadnieniem:
- krzywej najkrótszego spadku (brachistochrony) będącej fragmentem łuku cykloidy,
- krzywej będącej odwróconą cykloidą (tautochroną), po której masa punktowa stacza się do najniższego punktu krzywej w takim samym czasie, niezależnie od punktu startowego na tej krzywej.

## Trochoida

Zakreślanie trochoidy skróconej, c<r

Zakreślanie trochoidy wydłużonej, c>r

Uogólnieniem zwykłej cykloidy jest trochoida (gr. trochós – koło, eídos – kształt).
Równania ogólne postaci:
{\displaystyle x=rt-c\cdot \sin t}
{\displaystyle y=r-c\cdot \cos t,}
gdzie:
{\displaystyle t\in \mathbb {R} ,\ r>0,\ c>0.}
Zależność odległości {\displaystyle c} punktu zakreślającego krzywą od środka toczącego się koła i promienia {\displaystyle r} tego koła jest następująca:
- dla {\displaystyle c<r} trochoidę skróconą, zakreślaną przez ustalony punkt leżący wewnątrz toczącego się koła[5] (linia czerwona na poniższym rysunku),
- dla {\displaystyle c>r} trochoidę wydłużoną, zakreślaną przez ustalony punkt leżący na zewnątrz koła[6] (linia niebieska).
- dla {\displaystyle c=r} zwykłą cykloidę, zakreślaną przez punkt na brzegu koła (linia zielona).